# Reparations for injuries case
De Reparations for Injuries Case betreft een advies van 11 april 1949 van het Internationaal Gerechtshof in verband met het statuut van internationale organisaties in het internationaal recht. Het Hof bevestigde in deze zaak dat de Verenigde Naties geniet van rechtspersoonlijkheid in het internationaal recht. 

## Vragen
Naar aanleiding van de moord op Folke Bernadotte, een bemiddelaar voor de Verenigde Naties in Palestina, en enkelen van zijn medewerkers in 1948 in Jeruzalem, stelde de Algemene Vergadering van de Verenigde Naties twee vragen aan het Hof:
1. heeft de VN als internationale organisatie de vereiste handelingsbekwaamheid om een vordering in te stellen tegen een overheid voor de schade die zij heeft veroorzaakt ten aanzien van de VN zelf en ten aanzien van de eigenlijke slachtoffers?
2. Indien de VN ook schadevergoeding kan vorderen voor de schade van de slachtoffers, hoe kan deze vordering dan worden verzoend met de rechten van de staat waarvan het slachtoffer burger is?

## Antwoord en relevantie
Het Hof bevestigde dan de VN rechtspersoonlijkheid heeft op basis van een functionele analyse waarbij de rechten uit het Handvest van de Verenigde Naties werden bekeken. Het Hof kwam tot de vaststelling dat internationale rechtspersoonlijkheid onontbeerlijk was om de doelstellingen van het Handvest te bewerkstelligen.
Deze zaak draait rond het bestaan van een internationale rechtspersoonlijkheid van de VN en breder, van internationale organisaties in het algemeen. Voor het advies hadden enkel staten rechtspersoonlijkheid in het internationaal recht.